# Earl of Clancarty

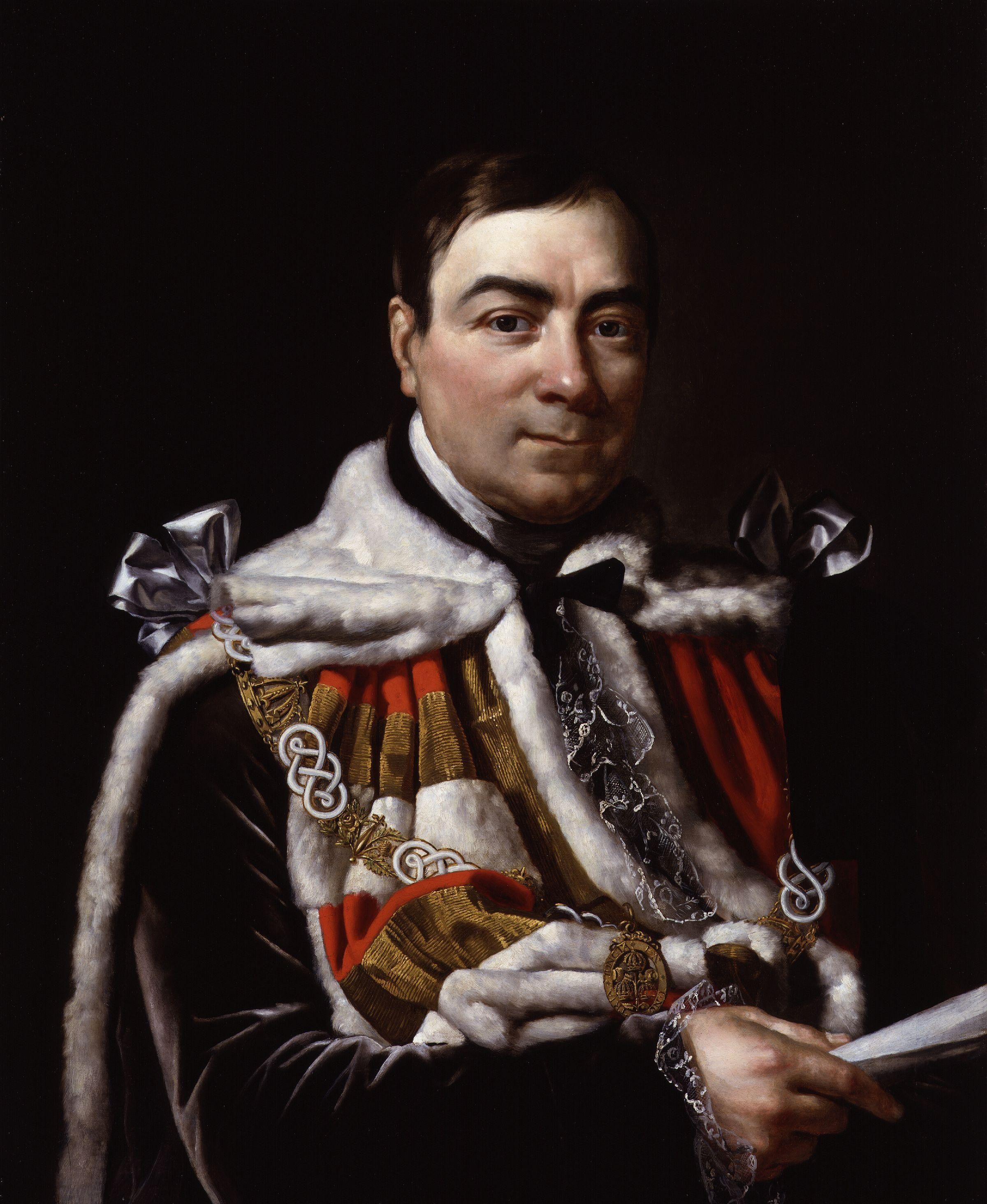
Richard Trench, 2. Earl of Clancarty

Wappen der Earls of Clancarty (zweiter Verleihung)

Earl of Clancarty, in the Irish Counties of Cork and of Galway, ist ein britischer erblicher Adelstitel, der bisher zweimal in der Peerage of Ireland geschaffen wurde. 
Familiensitz der Earls war bis 1922 Garbally Court bei Ballinasloe im County Galway, Irland.

## Verleihungen
Der Titel wurde erstmals im Jahre 1658 für Donough MacCarty, 2. Viscount Muskerry, geschaffen. Dieser war ein Unterstützer des Königs während des Englischen Bürgerkriegs. Der Titel wurde dem vierten Earl 1691 entzogen, nachdem dieser die Jakobiten unterstützte.
Die zweite Verleihung erfolgte 1803 an William Trench, 1. Viscount Dunlo. Dieser war ein langjähriges Mitglied des Irischen House of Commons. Er stammte in direkter Linie von einer Schwester des ersten Earls der ersten Verleihung ab.

## Nachgeordnete Titel
Der erste Earl der zweiten Verleihung war bereits 1797 zum Baron Kilconnel, of Garbally in the County of Galway, und 1801 zum Viscount Dunlo, of Dunlo and Ballinasloe in the Counties of Galway and Roscommon, erhoben worden. Beide Titel gehören zur Peerage of Ireland.
Sein Sohn, der zweite Earl, war ein wichtiger Politiker und Diplomat seiner Zeit. Er war unter anderem britischer Botschafter in den Niederlanden. 1815 wurde er zum Baron Trench, of Garbally in the County of Galway, 1823 dann zum Viscount Clancarty, of the County of Cork, erhoben. Durch diese Titel, die zur Peerage of the United Kingdom gehören, hat der jeweilige Earl bis zum House of Lords Act 1999 einen automatischen Sitz im House of Lords gehabt.
Sämtliche Titel werden als nachgeordnete Titel der Earlswürde geführt. Der jeweilige Titelerbe führt den Höflichkeitstitel Viscount Dunlo.

## Weitere Titel
Der Vater des ersten Earls der ersten Verleihung war bereits 1628 zum Viscount Muskerry ernannten worden. Dieser Titel, der ebenfalls zur Peerage of Ireland gehörte, erlosch mit der ersten Earlswürde. 
Bereits 1638 war der erste Earl der ersten Verleihung selbst zum Baronet in der Baronetage of Nova Scotia erhoben worden. Auch diese Würde wurde 1691 entzogen.
1815 wurde dem zweiten Earl der zweiten Verleihung von dem niederländischen König Wilhelm I. der niederländische Titel eines Markies van Heusden verliehen. Dieser wird noch heute vom jeweiligen Earl geführt.

## Liste der Earl of Clancarty und Viscounts Muskerry

### Viscounts Muskerry (1628)
- Charles MacCarty, 1. Viscount Muskerry († 1640)
- Donough MacCarty, 2. Viscount Muskerry (1594–1665) (1658 zum Earl of Clancarty erhoben)

### Earls of Clancarty, Erste Verleihung (1658)
- Donough MacCarty, 1. Earl of Clancarty (1594–1665)
- Charles MacCarty, 2. Earl of Clancarty († 1666)
- Callaghan MacCarty, 3. Earl of Clancarty († 1676)
- Donough MacCarty, 4. Earl of Clancarty (1668–1734) (1691 Titel entzogen)

### Earls of Clancarty, Zweite Verleihung (1803)
- William Power Keating Trench, 1. Earl of Clancarty (1741–1805)
- Richard Le Poer Trench, 2. Earl of Clancarty (1767–1837)
- William Thomas Le Poer Trench, 3. Earl of Clancarty (1803–1872)
- Richard Somerset Le Poer Trench, 4. Earl of Clancarty (1834–1891)
- William Frederick Le Poer Trench, 5. Earl of Clancarty (1868–1929)
- Richard Frederick John Donough Le Poer Trench, 6. Earl of Clancarty (1891–1971)
- Greville Sydney Rocheforte Le Poer Trench, 7. Earl of Clancarty (1902–1975)
- William Francis Brinsley Le Poer Trench, 8. Earl of Clancarty (1911–1995)
- Nicholas Power Richard Le Poer Trench, 9. Earl of Clancarty (* 1952)